# Daniel Holtz
pentru o actriță germană vezi Daniela Holtz
Daniel Holtz este un personaj fictiv din serialul Angel. Este interpretat de actorul american Keith Szarabajka.
Holtz este un vânător de vampiri englez din secolul al XVIII-lea care a următit pe Angelus și Darla prin aproape toată Europa și Africa de Nord. El avea legături cu un ordin de elită al inchizitorilor din cadrul Bisericii Romano-Catolice și o armată sub comanda lui. Conform înregistrărilor firmei fictive internaționale de avocatură Wolfram & Hart el a fost cel mai de succes vânător non-mitologic de vampiri din istorie, cu peste 300 de vampiri uciși. Angelus și Darla au contracarat atacând familia lui Holtz aflată în casa sa din apropierea orașului York, ucigându-i soția și pe fiul său și transformând-o pe ultima sa fiică rămasă în viață, Sarah, într-un vampir. La întoarcerea sa acasă, Holtz n-a avut de ales decât să-și arunce fiica în lumina directă a soarelui și s-o privească cum se transformă în cenușă.